# Aero Glass
Aero Glass is de naam van de grafische stijl van Windows Vista en Windows 7. Aero Glass is een 3D-thema, waarbij de mogelijkheid er is om het venster doorzichtig te maken. Het gebruikt dan ook een aanzienlijke hoeveelheid processortijd en videokaartgeheugen. Als er een spelletje wordt opgestart, wordt het gedeactiveerd zodat de gebruiker er geen last van heeft.
Alleen computers waarvan de grafische kaarten een beschikbare hoeveelheid geheugen heeft van 128 MB of groter kunnen van deze opties gebruikmaken. In vergelijking met de grafische stijl van Windows XP heeft het een geavanceerder uiterlijk en wordt het vaak als overzichtelijker ervaren.
Vanaf Windows 8 is Aero niet meer beschikbaar.